# Therese Kunigunde von Polen

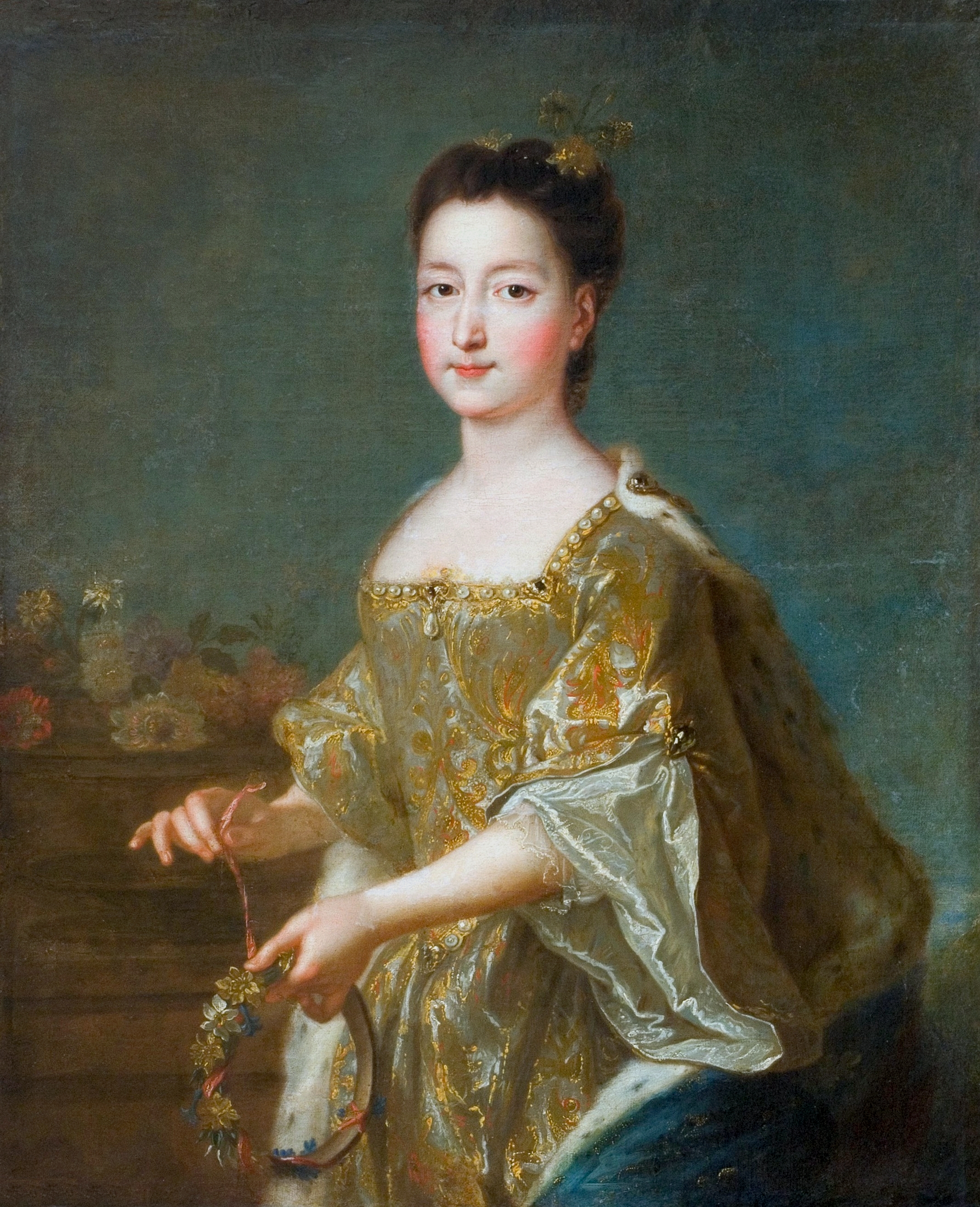
François de Troy: Therese Kunigunde Sobieska als Braut, ca. 1694–1695

Therese Kunigunde Karoline von Polen (polnisch Teresa Kunegunda Karolina Sobieska; * 4. März 1676 in Warschau; † 10. März 1730 in Venedig) war eine Tochter von König Johann III. Sobieski von Polen und Marie Casimire Louise de la Grange d’Arquien.
Sie war die zweite Frau von Kurfürst Maximilian II. Emanuel von Bayern.

## Leben
Nachdem die Heirat mit dem bayerischen Kurfürsten und Generalstatthalter des Spanischen Niederlande Max Emanuel arrangiert worden war, brachte Therese Kunigunde bei der Hochzeit am 2. Januar 1695 in Wesel die ansehnliche Mitgift von 500.000 Talern in dessen zweite Ehe ein. Im Jahre 1700 wollte sich die Kurfürstin von ihrem Gatten trennen, da sich der Kurfürst weiterhin erotischen Eskapaden widmete, beide versöhnten sich jedoch wieder.
Nach der von Max Emanuel verlorenen Schlacht von Höchstädt und dem Exil des Kurfürsten 1704 beließ ihr der Kaiser vertraglich die Regentschaft über das Rentamt München, doch nach einem Vierteljahr floh Therese Kunigunde mit ihrem Beichtvater nach Venedig zu ihrer Mutter, nachdem sie Liebesbriefe Max Emanuels an die Gräfin Arco gefunden hatte, und ließ ihre Kinder in München zurück. Eine Rückkehr wurde ihr von Österreich danach unter Bruch des Vertrags von Ilbesheim verwehrt, und München kam unter habsburgische Verwaltung, was schließlich zur Sendlinger Mordweihnacht führte. Die vier älteren Prinzen wurden 1706 nach Klagenfurt gebracht, die zwei jüngeren und die Tochter Maria Anna Karoline blieben in München. In Venedig lebte die Kurfürstin in bescheidenen Verhältnissen. Erst nach dem Rastatter Frieden sah sie am 3. April 1715 in Schloss Lichtenberg bei Landsberg am Lech ihren Ehemann und ihre Kinder wieder. Im selben Jahr gründete sie das St. Elisabeth geweihte Servitinnen-Kloster in München.
1726 starb Max Emanuel, und ihr Sohn Karl Albrecht wurde Kurfürst. Ihre weiteren Söhne stellten die letzte Generation Wittelsbacher Fürstbischöfe und regierten weite Teile im Westen des Reiches. Nach ihrem Tod in Venedig 1730 wurde ihr Leichnam nach München überführt und in einem Sarg in der Fürstengruft in der von ihrem Schwiegervater erbauten Theatinerkirche bestattet. Ebenfalls in der Gruft ruhen ihr Herz und die Eingeweide separat in einem Zinngefäß.

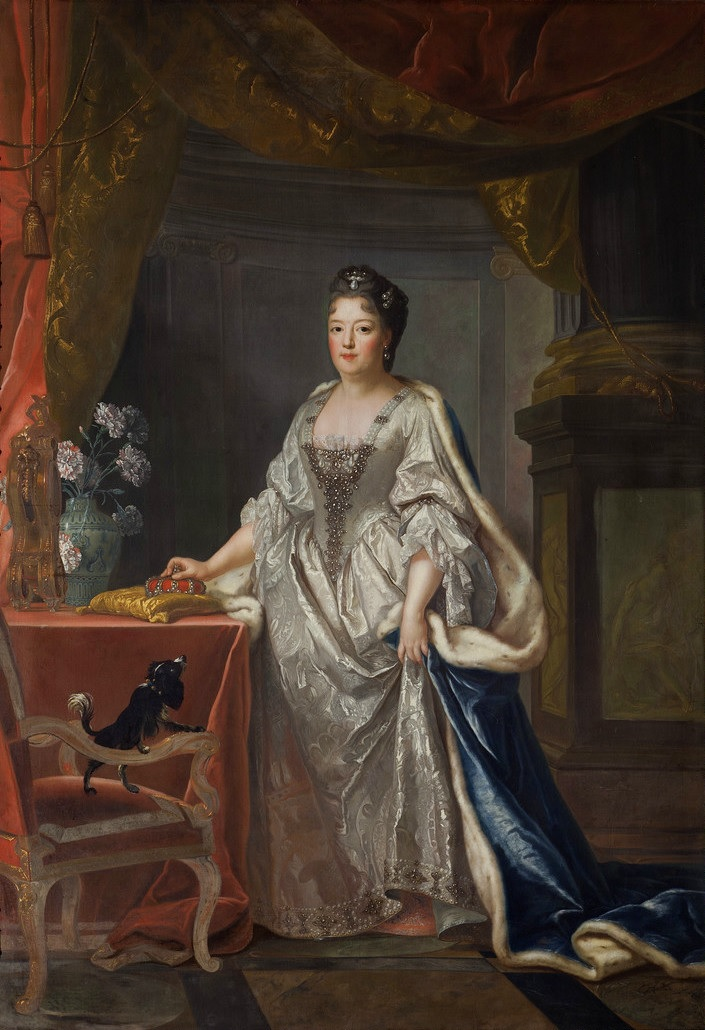
Franz Joseph Winder: Teresa Kunegunda Sobieska, Kurfürstin von Bayern, ca. 1725

## Kinder von Max Emanuel und Therese Kunigunde
- namenloser Sohn (1695), tot geboren
- Maria Anna Karoline (1696–1750), Prinzessin von Bayern, am 29. Oktober 1720 unter dem Namen „Therese Emanuele de corde Jesu“ dem Münchner Klarissinenkloster beigetreten
- Karl Albrecht (1697–1745), römisch-deutscher Kaiser, König von Böhmen und Kurfürst von Bayern
- Philipp Moritz Maria (1698–1719), Prinz von Bayern, in Unkenntnis seines Ablebens noch Tage nach seinem Tod zum Bischof von Paderborn und Münster gewählt
- Ferdinand Maria Innozenz (1699–1738), Prinz von Bayern, kaiserlicher Feldmarschall
- Clemens August (1700–1761), Prinz von Bayern, Kurfürst und Erzbischof von Köln, Hoch- und Deutschmeister, Fürstbischof von Hildesheim, Regensburg, Münster, Paderborn und Osnabrück etc.
- Wilhelm (1701–1704), Prinz von Bayern
- Alois Johann Adolf (1702–1705), Prinz von Bayern
- Johann Theodor (1703–1763), Prinz von Bayern, Kardinal, Fürstbischof von Regensburg, Freising und Lüttich
- Maximilian Emanuel Thomas (1704–1709), Prinz von Bayern